# 1850년대
1850년대는 1850년부터 1859년까지를 가리킨다.

## 사건

### 기술
- 베세머 공정이 창안되어 제강생산방식이 획기적으로 발전됨.
- 벤자민 실리먼에 의해 처음으로 원유가 증류법에 의해 분류됨.
- 대서양을 횡단하는 전선이 처음으로 가설됨.
- 엘리사 오티스에 의해 안전한 엘리베이터가 설치 됨.
- 미국에서 철도운송이 수로운송보다 우위를 점하기 시작함.

### 과학
- 찰스 다윈이 1859년 유전이론을 획기적으로 앞당긴 《종의 기원》을 출간함.
- 존 스노우가 콜레라의 원인을 추적하여 런던의 오염된 수도물 때문임을 밝혀냄으로써 전염병학이 시작됨.
- 독일의 네안데르탈 지방에서 네안데르탈인의 화석이 발견됨.
- 태양 표면의 폭발현상이 리처드 크리스토퍼 캐링턴에 의해 발견됨.

### 전쟁, 평화, 정치
- 크림 전쟁(1854년 - 1856년)이 발발함. 전쟁은 러시아 제국과 영국, 아일랜드, 프랑스 제국, 사르데냐 왕국, 오스만 제국 동맹과의 전쟁임. 전쟁의 다수국은 크림반도 주변과 흑해의 북부지방을 차지하였음.
- 인도에서 영국의 식민정책에 항의하여 저항운동이 발생하였고 영국에 의해 무굴제국이 해체됨. 또한 동인도 회사도 문제 발생의 책임을 물어 해산됨.
- 일본과 미국, 가나가와 조약 체결.
- 미국시민전쟁(남북 전쟁)의 전초전으로 캔자스 지역에서 노예인정민과 노예해방지역 정착민 사이에 전투(1854년-1859년)가 발생함.

### 문화, 종교
- 미국 서부에서 브리검 영의 몰몬교 신정(神政) 국가 안정세로 정착. 국내외로부터 몰몬교 신도들의 유입이 계속 증가.
- 청나라에서 홍수전이 태평천국을 선포하며 봉기함.
- 1950/8/28 리하르트 바그너의 오페라 로엔그린이 바이마르에서 초연됨.지휘자는 프란츠 리스트.